# Swallowed in Black
Swallowed in Black è il secondo album in studio del gruppo musicale thrash/death metal statunitense Sadus, pubblicato nel 1990 dalla Roadracer Records.

## Tracce
1. Black – 5:24
2. Man Infestation – 4:04
3. Last Abide – 2:13
4. The Wake – 4:15
5. In Your Face – 1:00
6. Good Rid'nz – 4:30
7. False Incarnation – 4:35
8. Images – 4:24
9. Power Of Hate – 3:34
10. Arise – 6:12
11. Oracle Of Obmission – 3:42

## Formazione
- Darren Travis - voce/chitarra
- Rob Moore - chitarra - chitarra
- Steve DiGiorgio - basso
- Jon Allen - batteria